# Partit Comunista de les Terres Basques

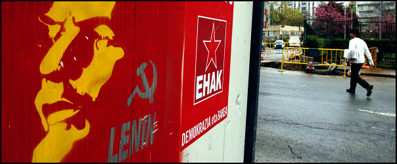
Pòster del PCTB

El Partit Comunista de les Terres Basques (en basc: Euskal Herrialdeetako Alderdi Komunista, EHAK) fou un partit polític comunista i abertzale basc. El partit va ser il·legalitzat pel Tribunal Suprem l'any 2008 considerant-lo part de l'estratègia electoral d'ETA.

## Història
Tot i que EHAK es va registrar legalment l'any 2002, no va tenir activitat coneguda fins a les eleccions al Parlament Basc de 17 d'abril de 2005, en les quals després de l'anunci de la il·legalització de la candidatura Aukera Guztiak (AG) en compliment de la Llei de Partits, es va oferir a representar els votants abertzales en el Parlament. Això provocà que el Partit Popular considerés que aquest partit era una ficció perquè les candidatures il·legalitzades poguessin anar a les eleccions sota unes altres sigles, cosa que EHAK negà, ja que existia abans de la il·legalització de Batasuna.
Malgrat les acusacions, el partit finalment es pogué presentar a les eleccions, en poder provar-se que no infringia la Llei de Partits. Nekane Erauskin, cap de llista per Guipúscoa, representà el paper de portaveu durant la campanya. En aquestes eleccions va obtenir 150.188 vots (12,5%) i nou escons, millorant lleugerament els resultats d'Euskal Herritarrok.
No va ser fins a tres anys després de les eleccions que el Tribunal Suprem va dictaminar la seva il·legalització processant cinc càrrecs d'EHAK, considerant que era "una de les marques de Batasuna" en el "complex terrorista liderat per ETA".

## Resultats electorals
| Any  | Vots    | %     | Escons | +/- | Notes                       |
| ---- | ------- | ----- | ------ | --- | --------------------------- |
| 2005 | 150.644 | 12,44 | 9 / 75 | 2   | Respecte els resultats d'EH |